# القمة الروسية الإفريقية 2023
عقدت القمة الروسية الأفريقية الثانية في منتدى إكسبو في مدينة سانت بطرسبرغ يومي 27 و 28 يوليو 2023، بعد تأجيلها، حيث كان من المقرر عقدها في أكتوبر 2022 في مقر الاتحاد الأفريقي في أديس أبابا. حضر القمة 49 وفداً،  شارك 17 رئيس دولة فقط في القمة، وكان 43 منهم قد حضروا القمة الأولى في عام 2019.
حضر القمة زعيم مجموعة فاجنر يفغيني بريغوزين في أول ظهور علني معروف له في روسيا منذ شن التمرد الفاشل. دعم مرتزقته فاجنر مصالح الحكومة الروسية في عدة دول أفريقية.

## الحاضرين

### المضيفون
- فلاديمير بوتين، رئيس روسيا
- غزالي عثماني, رئيس جزر القمر[9]

### دول أفريقية أخرى

#### رؤساء الدول
1. إبراهيم تراوري, Interim رئيس بوركينا فاسو[10]
2. إيفاريست ندايشيميي, رئيس بوروندي[11]
3. بول بيا, رئيس الكاميرون[12]
4. فوستان آرشانج تواديرا, رئيس جمهورية إفريقيا الوسطى
5. ديني ساسو نغيسو, رئيس الكونغو[13]
6. عبد الفتاح السيسي, رئيس مصر[14]
7. أسياس أفورقي, رئيس إريتريا[15]
8. عمر سيسكو إمبالو, رئيس غينيا بيساو[16]
9. محمد المنفي, رئيس ليبيا[17]
10. أسيمي غويتا, Interim رئيس مالي[18]
11. فيليب نيوسي, رئيس موزمبيق[19]
12. ماكي سال, رئيس السنغال[20]
13. سيريل رامافوزا, رئيس جنوب إفريقيا[21]
14. يوويري موسيفيني, رئيس أوغندا[22]
15. إمرسون منانغاغوا, رئيس زيمبابوي[23]

#### ممثلين آخرين
1. أيمن بن عبد الرحمان, رئيس وزراء الجزائر[24]
2. تيتي أنطونيو, وزير الخارجية أنغولا[25]
3. شيغون ادجادي بكاري, وزير الشؤون الخارجية - بنين[26]
4. آبي أحمد علي, رئيس وزراء إثيوبيا[27]
5. محمد صالح النظيف, وزير الشؤون الخارجية - تشاد[28]
6. جان بيير بيمبا, وزير الدفاع - كونغو (توضيح)[29]
7. Yonis Ali Guedi, وزير الطاقة والموارد الطبيعية جيبوتي[30]
8. Oburu Ondo, وزير المناجم والمحروقات- غينيا[31]
9. Mamadou Tangara, وزير الشؤون الخارجية - غامبيا[32]
10. ألبرت كان دبااه, وزيرالامن القومي غانا[33]
11. موريساندا كوياتي, وزير الشؤون الخارجية - غينيا[34]
12. Herimanana Razafimahefa, المتحدث باسم مجلس مدغشقر[35]
13. Samuel Kavale, نائب رئيس وزراء مالاوي[36]
14. محمد ولد بلال, رئيس وزراء موريتانيا[37]
15. عزيز أخنوش، رئيس وزراء المغرب [38][39]
16. نانغولو مبومبا, نائب رئيس ناميبيا[40]
17. كاشم شتيمة, نائب رئيس نيجيريا[41]
18. صالح جامع, نائب ئيس وزراء الصومال[42]
19. قاسم مجاليوا, رئيس وزراء تنزانيا[43]
20. فنسنت بيروتا, وزير الشؤون الخارجية - رواندا[44]
21. سيلفستر راديغوند, وزير الخارجية والسياحة سيشل[45]
22. تعبان دينغ غاي, النائب الثالث لرئيس جنوب السودان[46]
23. مالك عقار, نائب مجلس السيادة السوداني
24. نبيل عمار, وزير الشؤون الخارجية و الهجرة و التونسيين بالخارج [47]
25. ستانلي كاكوبو, وزير الشؤون الخارجية - زامبيا[48]

### المنظمات والحضور الآخرين
1. موسى فكي، رئيس مفوضية الاتحاد الإفريقي[49]
2. منظمة ايقاد[49]
3. أمينة سلمان، المندوبة الدائمة لدى اتحاد المغرب العربي لـ الاتحاد الإفريقي[49]
4. ديلما روسيف، بريكس رئيسة بنك التنمية الجديد[50]
5. Benedict Oramah, African Export–Import Bank (Afreximbank) President[51]
6. المجموعة الاقتصادية لدول وسط إفريقيا[52]
7. كارين كنايسل, وزير الشؤون الأوروبية والدولية الاتحادي السابق في النمسا[53]

### الدول التي لم تشارك
بحسب عدة مصادر لم يتمكن وفد النيجر من الحضور بسبب الانقلاب المستمر. ورفض وليام روتو، رئيس كينيا، حضور القمة واختار الاتحاد الأفريقي (AU) لتمثيل كينيا بدلاً من ذلك، حيث قال متحدث باسمه إنه يريد نقل الرسالة إلى الاتحاد الأفريقي "لمحاولة ربط العلاقات مع إفريقيا يتجنبها الغرب بسبب حربها في أوكرانيا ". الجمهورية العربية الصحراوية الديمقراطية، وهي دولة متنازع عليها وعضو في الاتحاد الأفريقي، لم تشارك بسبب عدم وجود علاقات دبلوماسية مع روسيا.

## الاحداث

### 27 يوليو 2023

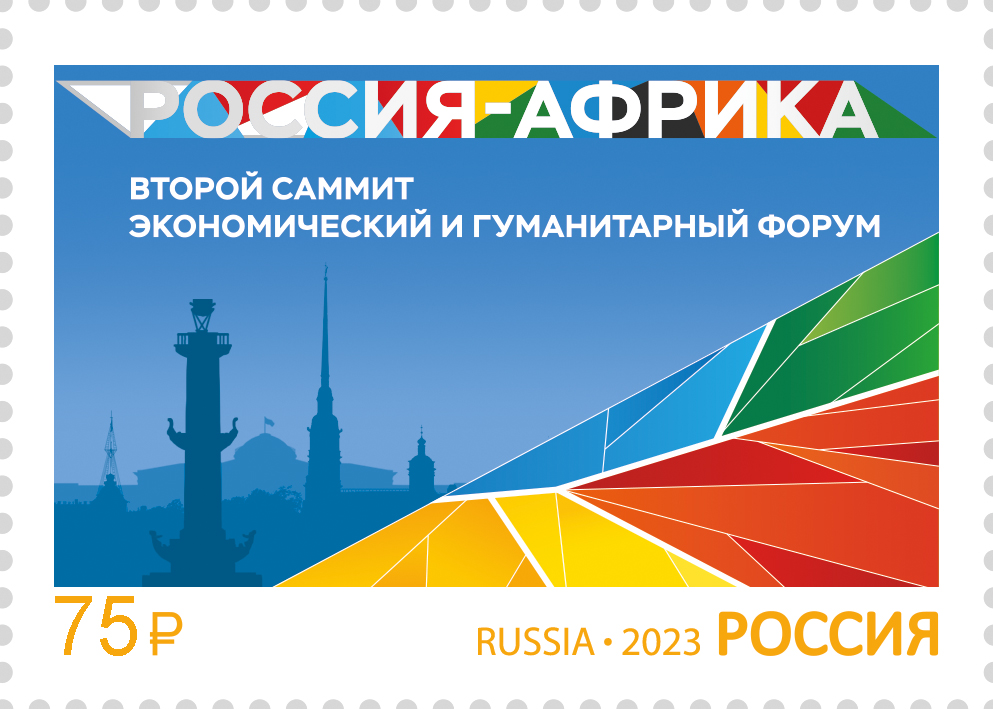
طابع بريد صدر في روسيا بمناسبة انعقاد القمة 2023

خلال جلسة عامة، تحدث بوتين تحت عنوان "التكنولوجيا والأمن باسم التنمية السيادية لصالح البشرية". وترأست ارينا ابراموفا، مديرة معهد الدراسات الأفريقية التابع لأكاديمية العلوم الروسية.
قبل الجلسة الكاملة، التقى بوتين مع رئيس جزر القمر غزالي عثماني، الذي يشغل أيضًا منصب الرئيس المتزامن للاتحاد الأفريقي، وموسى فقي محمد، رئيس مفوضية الاتحاد الأفريقي. التقى لاحقًا بالرئيسين فيليبي نيوسي من موزمبيق، وإيفاريست نداييشيمي من بوروندي.
بعد هذه الاجتماعات، تناول بوتين إفطار عمل مع رؤساء المنظمات الإقليمية الأفريقية بما في ذلك الاتحاد الأفريقي، والشراكة الجديدة لتنمية أفريقيا، ومجموعة شرق إفريقيا، واتحاد المغرب العربي، والسوق المشتركة لشرق وجنوب إفريقيا، والهيئة الحكومية الدولية. بشأن التنمية، والمجموعة الاقتصادية لدول وسط أفريقيا، والجماعة الاقتصادية لدول غرب أفريقيا، ومصرف التصدير والاستيراد الأفريقي.
عقد بوتين ورئيس زيمبابوي إيمرسون منانجاجوا اجتماعًا ثنائيًا لمناقشة العلاقات بين روسيا وزيمبابوي ، عرض خلاله على منانجاجوا طائرة هليكوبتر. كما التقى بالرئيس الأوغندي يوويري موسيفيني.

### 28 يوليو 2023
تم التوقيع على العديد من الاتفاقيات مع الدول الأفريقية المشاركة في هذا التاريخ. وكان قادة من جزر القمر وبوركينا فاسو والكاميرون وجمهورية إفريقيا الوسطى وأوغندا وليبيا وجمهورية الكونغو، إلى جانب رئيس مفوضية الاتحاد الأفريقي موسى فكي، من بين الممثلين الذين أدلوا بملاحظات، مع تأكيد دعوات لبوتين لإنهاء الحرب. الغزو الروسي لأوكرانيا. واختتمت القمة بإعلان ختامي وخطة رسمية لتنفيذ منتدى الشراكة للفترة 2023-2026 وعدد من الوثائق الأخرى.

## أنظر أيضا
- قمة البريكس 2023
- القمة الروسية الأفريقية 2019